# Nolsjön, Västergötland
Nolsjön är en sjö i Töreboda kommun i Västergötland och ingår i Motala ströms huvudavrinningsområde. Sjön har en area på 0,0769 kvadratkilometer och ligger 126,1 meter över havet. Sjön avvattnas av vattendraget Mossån.

## Delavrinningsområde
Nolsjön ingår i det delavrinningsområde (652034-141332) som SMHI kallar för Utloppet av Nolsjön. Medelhöjden är 140 meter över havet och ytan är 6,41 kvadratkilometer. Räknas de 11 delavrinningsområdena uppströms in blir den ackumulerade arean 17,99 kvadratkilometer. Mossån som avvattnar avrinningsområdet har biflödesordning 3, vilket innebär att vattnet flödar genom totalt 3 vattendrag innan det når havet efter 184 kilometer. Delavrinningsområdet består mestadels av skog (84 %). Avrinningsområdet har 0,08 kvadratkilometer vattenytor vilket ger det en sjöprocent på 1,2 %.